# Thaumastopeus francki
Thaumastopeus francki är en skalbaggsart som beskrevs av Franz Antoine 2001. Thaumastopeus francki ingår i släktet Thaumastopeus och familjen Cetoniidae. Inga underarter finns listade i Catalogue of Life.